# جیانلوکا کروبینی
جیانلوکا کروبینی (انگلیسی: Gianluca Cherubini؛ زادهٔ ۲۸ فوریهٔ ۱۹۷۴) بازیکن فوتبال اهل ایتالیا است.
از باشگاه‌هایی که در آن بازی کرده‌است می‌توان به باشگاه فوتبال آ.اس. رم، باشگاه فوتبال ویچنزا، و باشگاه فوتبال رجانا اشاره کرد.